# Лейпцигская опера
Ле́йпцигская о́пера или Лейпцигский оперный театр (нем. Oper Leipzig) — один из самых известных и самых старых оперных театров Европы. Основана в 1693 году, что ставит её на третье место в списке старейших опер Европы, за венецианской Ла Фениче и Гамбургской государственной оперой. Своего оркестра у Оперы нет, с 1766 года оркестром Лейпцигской оперы является оркестр Гевандхауса.

## История
Первое здание Лейпцигской оперы было открыто в 1693 году (Оперный театр на Брюле). Однако из-за недостатков конструкции в 1729 году здание было снесено. До 1766 года в городе успешно шли «привезённые» оперы, в том числе и гастрольных итальянских трупп. Считается, что именно в Лейпциге в 1766 году зародился зингшпиль, когда состоялась премьера оперы «Превращения жены, или Быть беде!» в переработке Кристиана Вайссе. В этом же году открылся так называемый Старый театр. На протяжении целого столетия здесь поддерживались традиции классической немецкой оперы.

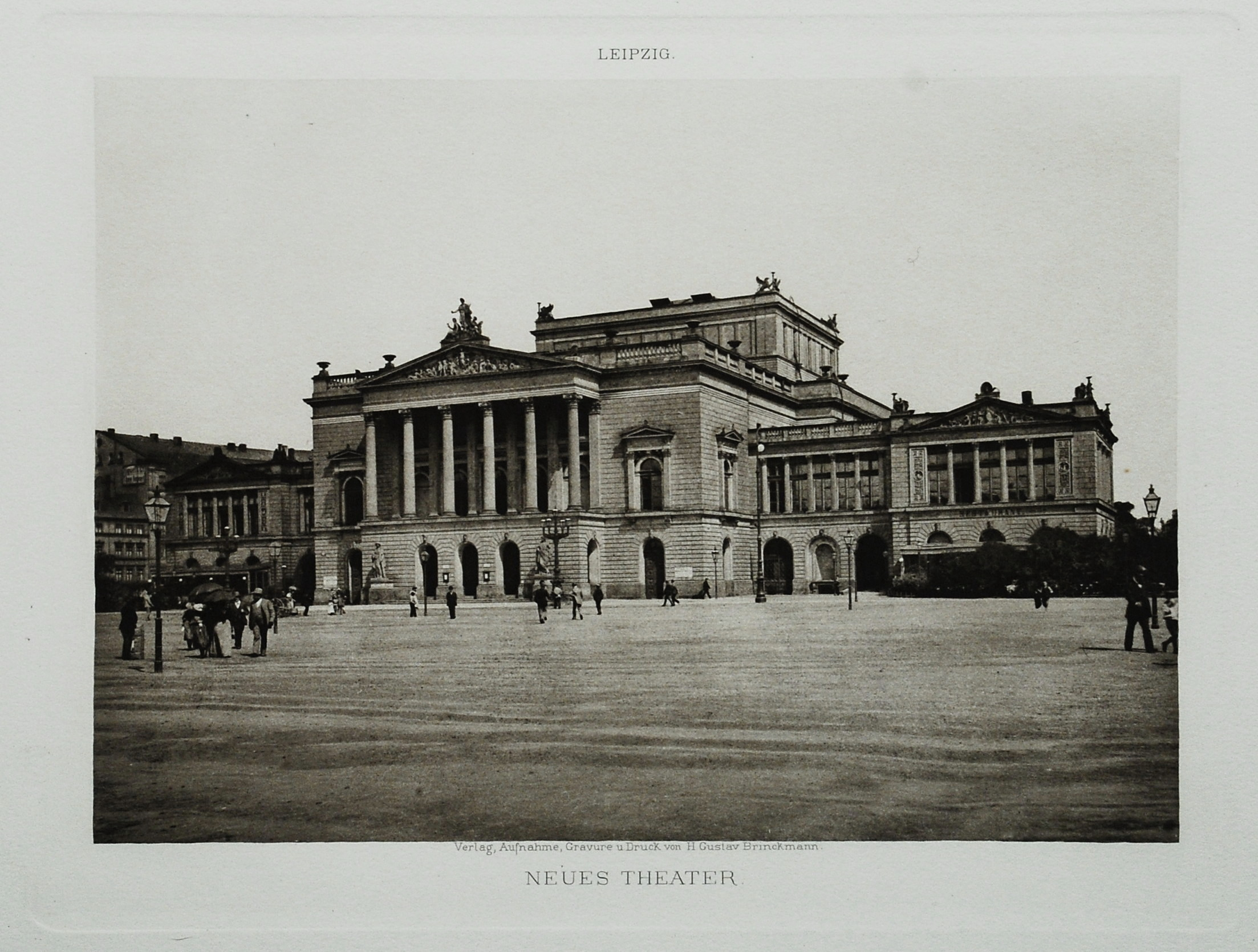
Здание Нового театра, 1898 год

28 января 1868 года на Аугустусплац состоялось торжественное открытие Нового театра, которое почтила свои присутствием королевская чета Саксонии. Помимо ставших традиционными Моцарта, Глюка и Вебера в новом театре уделяли большое произведениям Рихарда Вагнера. Например, в 1878 году были поставлены все четыре оперы цикла «Кольцо Нибелунга», впервые за пределами Байройтского фестивального театра. XX век привнес новые направление в деятельность Лейпцигской оперы. Здесь стали ставить современных композиторов. В 1930 году именно здесь состоялась премьера оперы «Расцвет и падение города Махагони» Курта Вайля и Бертольта Брехта.
3 декабря 1943 года здание «Нового театра» было уничтожено во время авианалёта. До 1 сентября 1944 года театр давал спектакли на сцене бывшего кабаре «Драй Линден» (сейчас в этом здании располагается Театр Музыкальной комедии), и возобновил их уже летом 1945 года. В 1947 году под руководством известной хореографа-реформатора Мари Вигман на сцене идет музыкальная драма «Орфей и Эвридика» Кристофа Глюка. Свой временный дом Лейпцигская опера сохранила до 1960 года, когда было закончено новое современное здание, возведённое на месте разрушенного в 1943 году. Его строительство началось в 1956 году и обошлось в 44,6 млн марок. По своей технической оснащенности театр не имел себе равных в Европе. Торжественное открытие состоялось 8 октября 1960 года оперой Рихарда Вагнера «Нюрнбергские мейстерзингеры». Впоследствии возрождение опер Вагнера стало одной из главных особенностей репертуара театра.
Обновление театра и репертуара началось в 1990 г. с приходом Удо Циммермана. В 1991 году в театр на должность главного хореографа приходит Уве Шольц. Под его руководством балет Лейпцигской оперы становится одним из лучших танцевальных коллективов Германии. Шольц проработал в этой должности вплоть до своей смерти в 2004 году.
Во время художественного руководства Генриха Майера (2001—2007 гг.) впервые были поставлены оперы Берлиоза «Осуждение Фауста» и «Троянцы».
В сезоне 2009/2010 гг. на должность музыкального руководителя приходит Ульф Ширмер. В репертуар возвращаются Рихард Вагнер и Рихард Штраус. В 2013 году, объявленном годом Вагнера в Германии, артисты Лейпцигской оперы и оркестр Гевандхауса приняли участие в фестивале «От Лейпцига до Байройта», в рамках которого на сцене театра была поставлена ранняя опера Вагнера «Феи».

## Современное здание

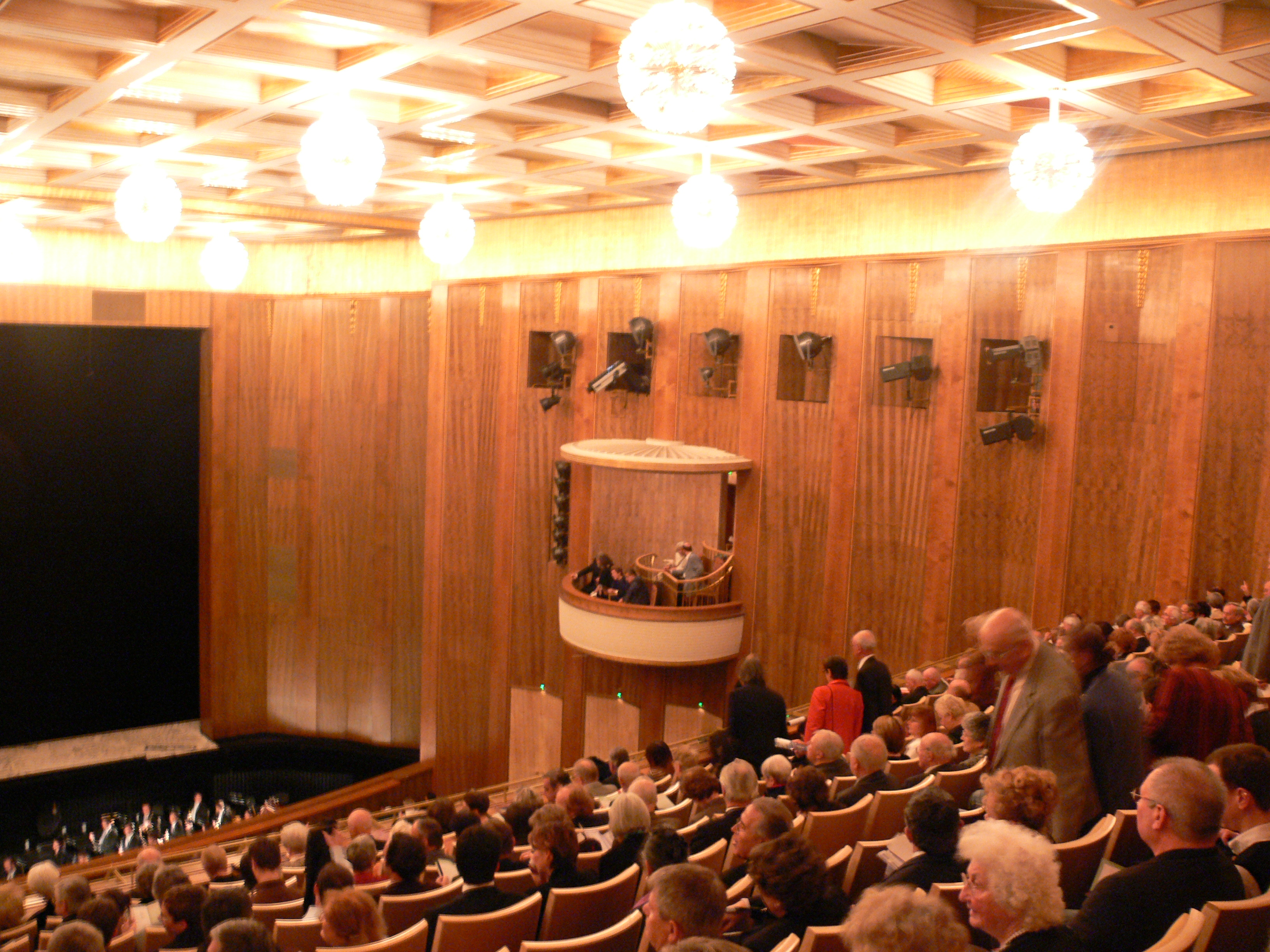
Зрительный зал

Когда в 1950 году было принято решении о строительстве нового здания Нового театра, был объявлен конкурс на лучший проект. Спустя год решено было объявить новый конкурс на лучший проект Оперного театра на Аугустусплац, но результаты не удовлетворили организаторов. Третий конкурс был проведен в 1952 году: его выиграл архитектор из Варшавы Петр Биганьски, но вскоре проект был признан слишком дорогим. В итоге архитекторами были назначены Куны Нираде и Курт Хеммерлинг. Их проект содержал скульптуры и статуи на портиках. В соответствии с духом времени проект был переработан в духе «сталинской архитектуры»: был создан новый фасад, а статуи навсегда исчезли из проекта.
Здание представляет собой четырёхугольную ступенчатую пирамиду с основанием 115 на 85 метров. По периметру основного куба театр украшают перила, украшенные голубем мира в каждом углу здания. Высота здания от основания до верхушки 52 метра. Над окнами первого этажа помещены барельефы с изображением герба ГДР. На сегодняшний день здание Оперного театра в Лейпциге является одним из самых красивых образцов сталинского ампира 1950-х годов.

Вход в театр предваряет большая каменная лестница. Входя в здание, зрители минуют на первом этаже кассы и оказываются в большом мраморном фойе, в котором располагаются гардеробы. Основное фойе находится на втором этаже. Оно с трех сторон обрамляет зрительный зал, проход в который осуществляется через множество дверей. Зал, стены которого обиты кленом, имеет трапециевидную форму: стены сужаются кверху.

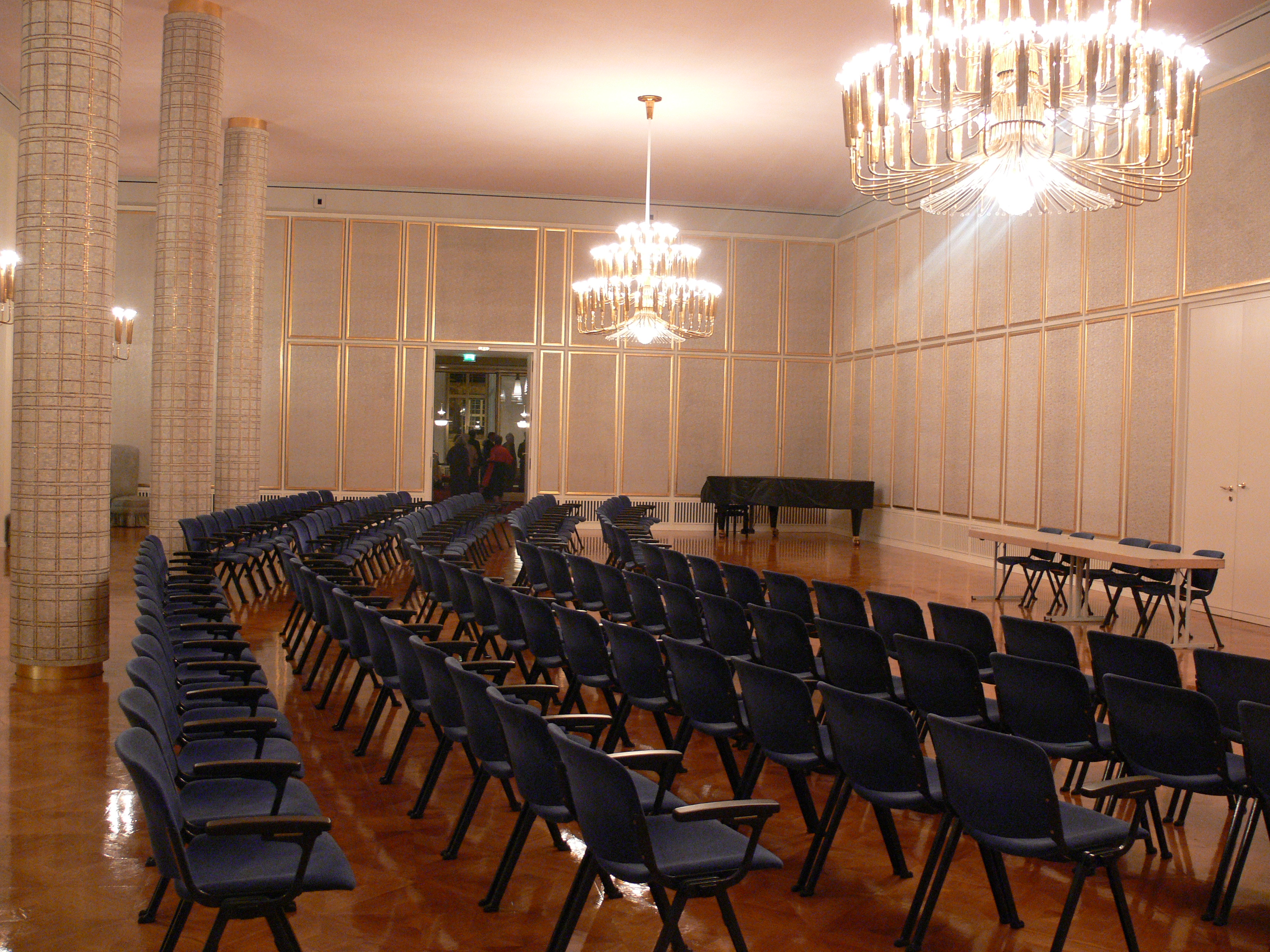
Фойе Вагнера

 Это было сделано для улучшения акустики. В зале отсутствует плоская поверхность. Каждые два ряда кресел приподняты на отдельную ступень. Это обеспечивает практически абсолютную видимость из любой точки партера. Балкон, на который нужно подняться ещё двумя этажами выше, расположен под большим углом к партеру. Чтобы попасть на балкон, зрители проходят ещё через одно фойе — зал Вагнера. Это небольшой камерный зал, где время от времени проходят концерты и лекции, в остальное время выполняет роль галереи, где висят фотографии с различных постановок театра. В настоящее время зал театра вмещает 1273 зрителя.
Оркестровая яма имеет размеры 25 на 30 метров и вмещает в себя до 88 музыкантов. Техническое оснащение сцены позволяет регулировать уровень ямы и даже превращать её в дополнительное сценическое пространство. Сцена оборудована поворотным кругом диаметром в 17,5 метров и поднимающимися подиумами, что дает возможность комбинировать различные элементы декораций и трансформировать сцену прямо по ходу представления.

## Премьеры

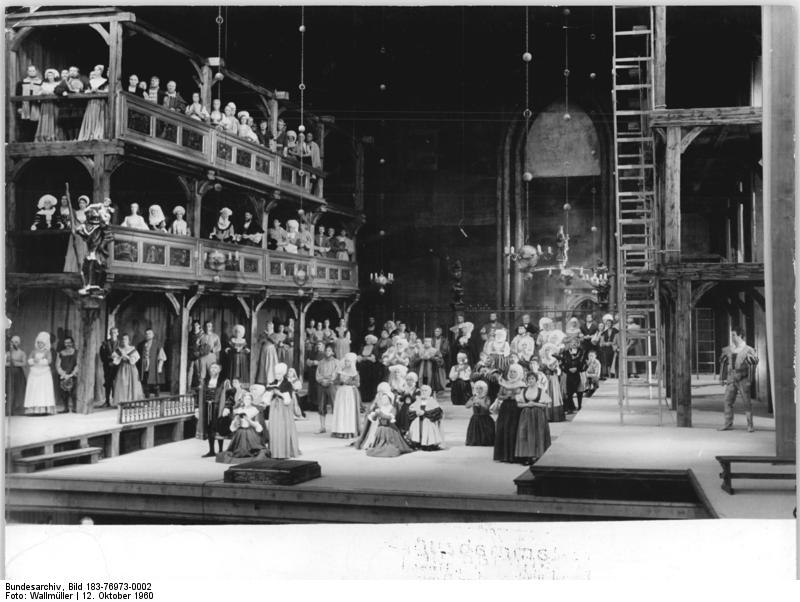
Сцена из оперы «Нюрнбергские мейстерзингеры» Р. Вагнера, 1960

В театре состоялись мировые премьеры опер, среди которых:
- 1826 — «Оберон» (немецкая версия), Карл Мария фон Вебер
- 1828 — «Вампир», Генрих Маршнер
- 1837 — «Царь и плотник», Альберт Лорцинг
- 1850 — «Геновева», Роберт Шуман
- 1902 — «Орест», Феликс Вайнгартнер
- 1930 — «Расцвет и падение города Махагони», Курт Вайль и Бертольт Брехт
- 1931 — «Цветок Гавайев», Пал Абрахам
- 1943 — «Catulli Carmina», Карл Орф
- 1953 — «Уот Тайлер», Алан Буш
- 1971 — «Разбитый кувшин», Фритц Гайсслер
- 1988 — «Идиот» (по роману Ф. М. Достоевского), Карл Оттомар Трейбманн

## Балет

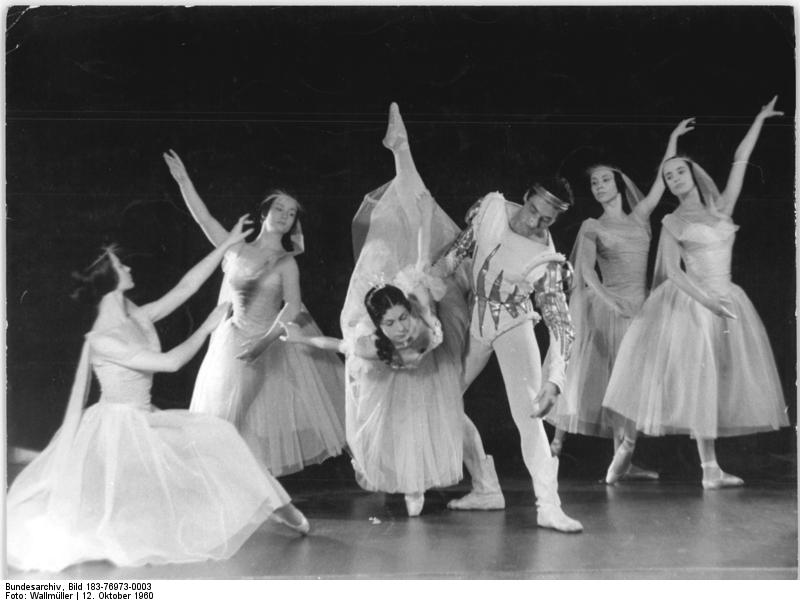
Сцена из балета «Спящая красавица» П. Чайковского, 1960

Балетная труппа Лейпцигского оперного театра была основана вместе с театром в 17 веке. Её расцвет, как отдельного компонента театра, пришелся на 40-е годы XX века, когда с ней работала Мари Вигман. Настоящим прорывом стала постановка «Carmina Burana» на музыку Карла Орфа. Выразительный и неповторимый стиль танца оставил свой след в истории Лейпцигской оперы. После прихода Уве Шольца балет в Лейпциге стал двигаться по неоклассическому потоку. Чаще всего Шольц ставил балеты на музыку, которая не была изначально предназначена для этого. Первым его опытом была постановка «Сотворение мира» на музыку оратории Гайдна. В 1992 году Шольц поставил балет «Вагнер» на музыку знаменитого композитора. Одним из самых известных стал балет на музыку «Большой мессы до минор» В. А. Моцарта в 1998 году.
С приходом в 2009 году на пост главного хореографа Марио Шрёдера в творческом направлении театра ничего не изменилось. В Лейпциге продолжают экспериментировать с балетными постановками. Первыми хитами Шрёдера стали «Джим Моррисон», полностью состоящий из знаменитых песен группы The Doors, и «Чаплин» на музыку из фильмов с Чарли Чаплиным. В конце 2011 года состоялась премьера одноактного балета «Рождественский гимн» по мотивам рассказа Чарльза Диккенса. В сезоне 2013/2014 гг. планируется постановка балета на музыку «Реквиема» В. А. Моцарта.

## «Музыкальная комедия»

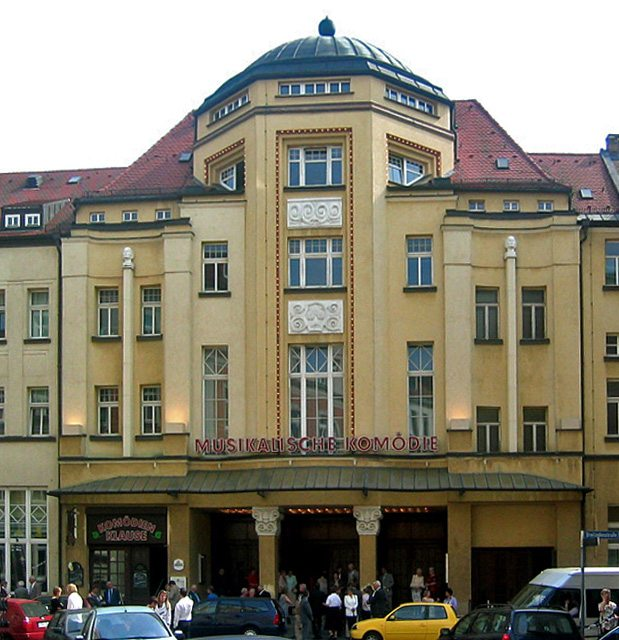
Здание Театра Музыкальной комедии

Помимо оперной и балетной трупп самостоятельной частью Лейпцигской оперы является Театр Музыкальной комедии (нем. Musikalische Komödie). Свои историю он ведет от Театра оперетты, который был создан в начале двадцатого века. Он занимал площадку «Старого театра», который был свободен после переезда Оперы в «Новый театр». После Второй мировой войны у театра долгое время не было своей сцены, пока в 1960 году Опера не переехала из здания «Драйлинден». Именно с этого момента можно вести отсчет истории Театра Музыкальной комедии. Официально это название было присвоено театру в 1968 году. Уже тогда помимо оперетт в театре ставились классические бродвейские мюзиклы, такие как «Моя прекрасная леди» и «Целуй меня, Кэт».
В 1989—1990 гг. в коллективе Музыкальной комедии произошел раскол. Неопределённой судьба театра оставалась до мая 1990 года, когда он официально стал составной частью Лейпцигской оперы в качестве театра оперетты и мюзиклов. Генеральным директором стал Удо Циммерман, что сказалось на обновлении репертуара.
Театр Музыкальной комедии, следуя курсу своего старшего товарища, полон экспериментов. Сочетание классики и современности как нигде отражается в репертуаре этого необычного театра оперетты. Наряду с классическими опереттами Кальмана и Штрауса и детской музыкальной фантазией Сергея Прокофьева «Петя и волк», в театре идет провокационный мюзикл «Шоу ужасов Рокки Хоррора», неоднозначные постановки мюзиклов Фрэнка Уайлдхорна «Джекилл и Хайд» и «Граф Монте-Кристо», музыкальный спектакль «Одолжите тенора!», комедийный мюзикл «Mein Freund Bunbury» по мотивам комедии Оскара Уайлда «Как важно быть серьёзным». Обладая сравнительно небольшой труппой (14 солистов), театр привлекает к участию в спектаклях студентов Высшей школы музыки им. Мендельсона-Бартольди.